# Dillwynia cinerascens
Dillwynia cinerascens är en ärtväxtart som beskrevs av Robert Brown. Dillwynia cinerascens ingår i släktet Dillwynia och familjen ärtväxter. Inga underarter finns listade i Catalogue of Life.